# Maron Wetan
Maron Wetan is een bestuurslaag in het regentschap Probolinggo van de provincie Oost-Java, Indonesië. Maron Wetan telt 4179 inwoners (volkstelling 2010).